# Skapuláré
A skapuláré (latinul scapulare vagy scapularium) Szent Benedek rendszabályának 55. fejezetében elrendelt és a szerzetesi ruha felett a kézi munka alkalmával viselendő öltönydarab, munkakötény. Alakja nincs meghatározva. Valószínűleg fedte a vállakat és elöl-hátul lelógott, amiért a nevét is nyerte.

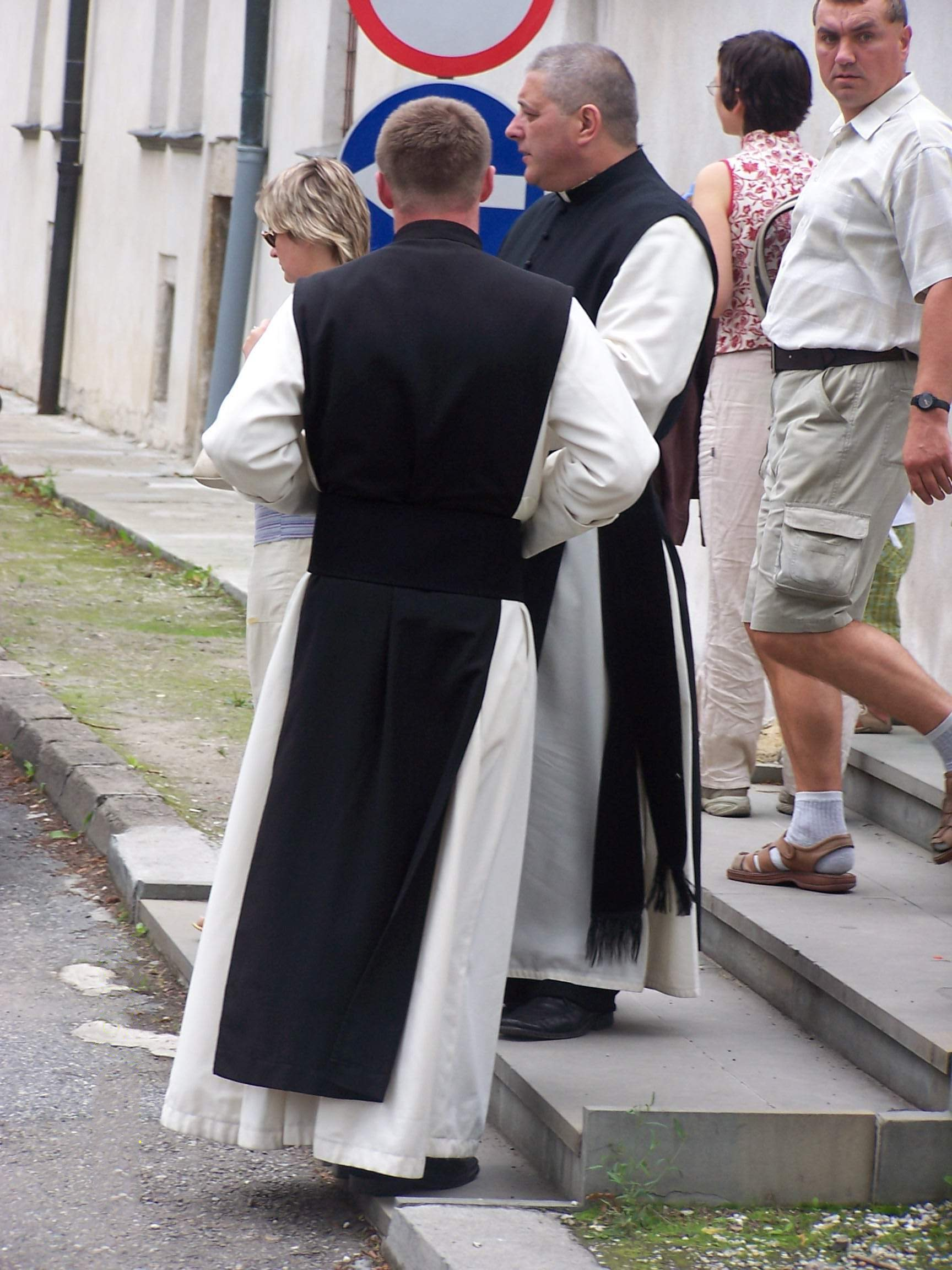
Ciszterci szerzetesek fekete skapuláréban

Elterjedt a barna skapuláré, mely a Karmelita Rendhez köthető. Több pápa a skapuláré viselését búcsúkkal tüntette ki, mire a Renden kívül is tért hódított, és az ún. Skapuláré Társulatok megalakulásában nyert testet. Tagjai a ruha alatt kis skapulárét viselnek, amely két részből áll és a Boldogságos Szűz Mária képe van reá nyomva, és egyes imádságok elmondására és bizonyos önmegtartóztatásra kötelezik magukat.
A barna skapulárét minden megkeresztelt katolikus személy felveheti. Papok és diakónusok áldhatják meg és adhatják fel; rajtuk kívül még más erre felhatalmazott személyek is feladhatják azt.
Kétféleképpen lehet felvenni a barna skapulárét:
- Skapuláré Társulathoz való csatlakozási szándék nélkül – ilyen formában bármely pap, diakónus feladhatja;
- Skapuláré Társulathoz való csatlakozási szándékkal – ehhez szükséges a Karmelita Rend engedélye.

Szintén elterjedt a zöld skapuláré. Adható katolikusok részére, de más vallásúaknak is és a világiak által is terjeszthető. Meg kell áldatni egy pappal, mielőtt viselni kívánja valaki. Minden pap megáldhatja különösebb formula alkalmazása nélkül.